# Coleòptil

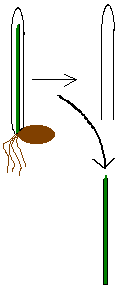
Esquema del coleòptil del blat (a sobre) i la fulla bandera (a sota).

El coleòptil és la primera fulla de l'embrió de les gramínies i d'altres monocotiledònies, en forma de beina d'àpex endurit, que protegeix la tija i les primeres fulles de l'embrió mentre s'obre pas a través del sòl.
Els coleòptils tenen dos feixos vasculars, un a cada banda. A diferència de les fulles banderes enrotllades cap endins, el coleòptil preemergent no acumula quantitats significants de protoclorofil·la o carotenoides, per això generalment és molt pàlid. Tanmateix alguns coleòptils preemergents acumulen pigments d'antocianines porpres.
El coleòptil consta de cèl·lules similars especialitzades en el creixement d'allargament. Aquestes cèl·lules no es divideixen i només incrementen la seva mida, acumulant més aigua. Els coleòptils també tenen diversos (sovint dos) vasos d'aigua al llarg del seu eix per proporcionar aigua.
Quan els coleòptils arriben a la superfície del sòl paren de créixer i les fulles banderes continuen creixent.

## Tropismes
El primers experiment de fototropisme usant coleòptils suggerien que les plantes creixien cap a la llum perquè les cèl·lules en el costat fosc s'allargaven que aquelles del costat de la llum. El 1880 Charles Darwin i el seu fill, Francis trobaren que els coleòptils només s'inclinen cap a la llum quan les seves puntes hi estan exposats. Per tant, les puntes han de tenir el fotoreceptor. Una fitohormona o un missatger químic anomenat auxina es mou cap a la part fosca i hi estimula el creixement. L'àcid indolacètic (IAA) és la fitohormona responsable del fototropisme.
Els coleòptils també mostren reaccions fortament getròpiques, sempre creixent cap amunt i corregint la direcció després de la reorientació. La reacció geotròpica està regulada per la llum (a través del fitocrom)i hi ha variacions entre les espècies de plantes.